# Medaille van de Strijdkrachten voor Opvallende Moed en Zelfopoffering
De Turkse Medaille van de Strijdkrachten voor Opvallende Moed en Zelfopoffering (Turks: "Türk Silahlı Kuvvetleri Üstün Cesaret ve Feragat Madalyası") wordt sinds 3 juli 1975 in vredes- en oorlogstijd aan individuen en regimenten toegekend voor het met levensgevaar en met grote dapperheid uitvoeren van hun opdracht.

De medaille wordt aan Turkse en vreemde militairen en ook aan burgers verleend op voordracht van de
Staatssecretaris van Defensie of een van de bevelhebbers van de vier krijgsmachtonderdelen (maar niet van de commandant van de kustwacht). De beslissing ligt bij de Chef Staf van de Strijdkrachten.
De medaille, het is een nogal opzichtig vormgegeven insigne dat breekt met de oriëntaalse tradities van vormgeving. bestaat uit een vergulde bronzen medaille met een afbeelding van Mehmetçik, een legendarische Turkse soldaat, en vergulde lauwerbladen als verhoging. Onder de medaille zijn zilveren lauwerkransen aangebracht. De medaille weegt 59 gram en is 3½ centimeter breed.
Het lint is rood en de medaille is vastgepind op het lint.
Medailles en eretekens van het Ottomaanse Rijk

Chelengk · 
Orde van het Huis van Osman · 
Orde van het Verheven Portret · 
Orde van de Halve Maan · 
Orde van de Glorie · 
Orde van de Eer · 
Hoge Orde van de Eer · 
Orde van Osmanie · 
Orde van Mejidie · 
Orde van Liefdadigheid · 
Orde van Onderwijs · 
Orde van het Ottomaanse Parlement · 
Orde van Verdienste voor de Landbouw ·
Medaille van de Orde van de Eer · 
Liyakat Medaille · 
IJzeren Halve Maan · 
De lijst van 21 Turkse campagnemedailles

Medailles en ertetekens van de Turkse Republiek

Turkse Onafhankelijkheidsmedaille · 
Orde van Verdienste van de Turkse Strijdkrachten · 
Legioen van Aanbeveling van de Turkse Strijdkrachten · 
Legioen van Eer van de Turkse Strijdkrachten · 
Legioen van Verdienste van de Turkse Strijdkrachten · 
Medaille van Eer van de Turkse Strijdkrachten · 
Medaille van de Strijdkrachten voor Belangrijke Diensten · 
Medaille van de Strijdkrachten voor Opvallende Moed en Zelfopoffering · 
Medaille voor Eervolle Vermelding van de Turkse Strijdkrachten · 
Medaille voor Prestaties van de Turkse Strijdkrachten